# John moare la sfârșit
John moare la sfârșit (titlu original: John Dies at the End) este un film american de groază cu zombi din 2012 scris și regizat de Don Coscarelli după un roman omonim din 2001 de David Wong (Jason Pargin). Rolurile principale au fost interpretate de actorii Chase Williamson și  Rob Mayes, cu Paul Giamatti, Clancy Brown, Glynn Turman, Daniel Roebuck și Doug Jones în alte roluri. A devenit un film idol.

## Distribuție
- Chase Williamson - Dave
- Rob Mayes - John
- Paul Giamatti - Arnie Blondestone
- Clancy Brown - Dr. Albert Marconi
- Glynn Turman - Detective
- Doug Jones - Roger North
- Daniel Roebuck - Largeman
- Fabianne Therese - Amy
- Jonny Weston - Justin White
- Allison Weissman - Shelly
- Jimmy Wong - Fred Chu
- Tai Bennett - Robert Marley
- Ethan Erickson - Sergeant McElroy
- Angus Scrimm - Father Shellnut